# Du Trung, Trùng Khánh
Du Trung (tiếng Trung giản thể: 渝中区, Hán Việt: Du Trung khu) là một quận tại thành phố trực thuộc trung ương Trùng Khánh, Cộng hòa Nhân dân Trung Hoa. Quận Du Trung có dân số 600.000 người (2006), diện tích 22 km². Quận này là trung tâm văn hóa, chính trị, kinh tế của Trùng Khánh. Quận này được chia thành 13 nhai đạo: Triều Thiên Môn, Giải Phóng Bi, Giảo Trường, Nam Ký, Thất Tinh Cương, Thái Viên Bá, Lưỡng Lộ Câu, Thượng Thanh Tự, Vương Gia Pha, Đại Bình, Hóa Long Kiều.